# Kiyoshi Ito

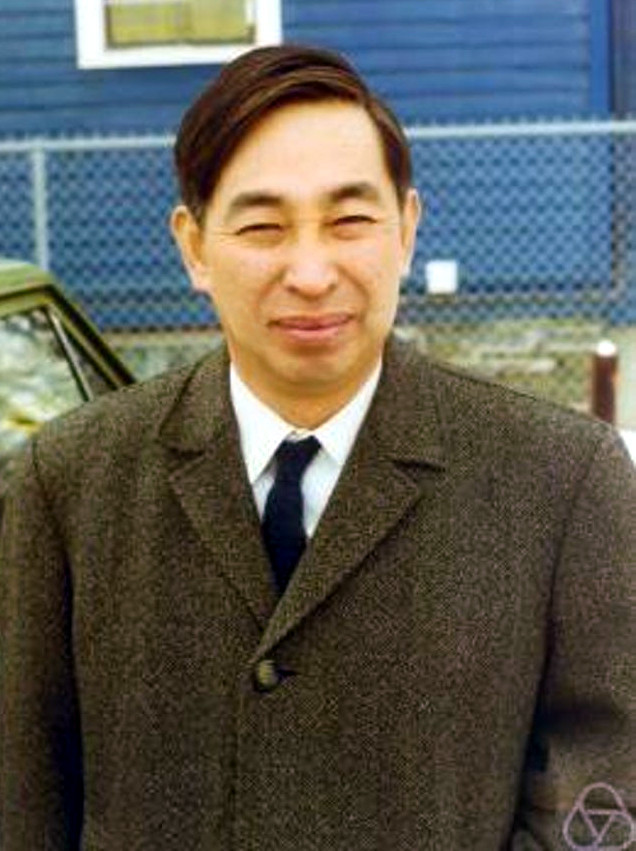
Kiyoshi Ito aan de Cornell University in 1970

Kiyoshi Ito (Japans 伊藤 清, Itō Kiyoshi) (Hokusei-cho, Mie, 7 september 1915 - Kioto, 10 november 2008) was een Japanse wiskundige. 
Ito onderzocht stochastische processen en legde in twee in 1944 en in 1946 verschenen werken de grondslag voor de theorie van de stochastische integratie en de stochastische differentiaalvergelijkingen. Daarom wordt Ito tegenwoordig beschouwd als de grondlegger van de stochastische analyse. 

## Biografie
Ito stamde uit een boerendorp ten westen van Nagoya en begon na z'n schooltijd aan een studie wiskunde aan de Keizerlijke Universiteit van Tokio, die hij al op z'n 23e afsloot. Gedurende z'n studie had hij zich aangetrokken gevoeld tot de nog weinig ontwikkelde kansrekening, waaraan toentertijd Paul Lévy en Andrei Kolmogorow werkten. 
In aansluiting daarop betrok hij een positie in het Japanse Nationale Bureau voor de Statistiek, waar hij in de oorlogsjaren de meeste van zijn theorieën ontwikkelde. In 1940 en 1942 formuleerde hij zijn ideeën - zonder nog gepromoveerd te zijn - in de twee werken: Über Wahrscheinlichkeitsverteilungen auf kompakten Gruppen en Über stochastische Prozesse und unendlich teilbare Verteilungen. Deze twee geschriften, die tegenwoordig als revolutionair beschouwd worden, kregen toen, vanwege de Japanse isolatie, tijden en na de Pacificoorlog, weinig erkenning.
Pas in 1945 werd hem voor zijn prestaties de doctorstitel verleend, en in 1952 werd hij gewoon hoogleraar aan de Universiteit van Kioto. Daar bleef hij, behoudens perioden als gast bij onder andere het Institute for Advanced Study in Princeton, in Bombay, aan de Universiteit van Århus en de Cornell University, werkzaam tot zijn pensionering in 1979.
De ideeën van Ito, in het bijzonder zijn Ito-calculus van de stochastische integratie, hebben op vele gebieden van de Natuurwetenschap en de Economie toepassing gevonden.
Naar Ito genoemd zijn het Itō-proces (ook gegeneraliseerd Wienerproces genoemd), het Lemma van Itō en de Itō-isometrie. In de wiskundige literatuur wordt overigens meestal Itô in plaats van Itō geschreven.
Ito was sinds 1939 getrouwd en had drie dochters. Behalve in het Engels, Frans en Chinees schreef hij ook in het Duits. 

## Onderscheidingen
Ito's levenswerk werd met vele internationaal gerenommeerde prijzen geëerd, waaronder de Asahi-prijs (1977), de Israëlische Wolf-prijs (1987), de Kyoto-prijs (1998) en de Carl-Friedrich-Gauß-prijs (2006). Ito was daarenboven wereldwijd ook eredoctor aan meerdere universiteiten.

## Werken
- samen met Henry McKean: Diffusion processes and their sample paths, Springer, Grundlehren der mathematischen Wissenschaften, 1965, 1974
- Selected papers, Springer 1987 (Herausgeber S.R.S.Varadhan, Daniel Stroock)
- Stochastic processes, Springer 2004 (Vorlesungen Aarhus)
- Lectures on stochastic processes, Springer 1984 (Vorlesungen Tata Institut, Bombay)